# 阿伦·C·威尔逊
阿伦·C·威尔逊（英語：Allan Charles Wilson，1934年10月18日—1991年7月21日）是一位新西兰出生的美国生物化学家，加利福尼亞大學柏克萊分校教授，以分子鐘的实验验证闻名，1986年当选英国皇家学会外籍会士，并在同年获得麦克阿瑟奖。